# Bolsón de Fiambalá

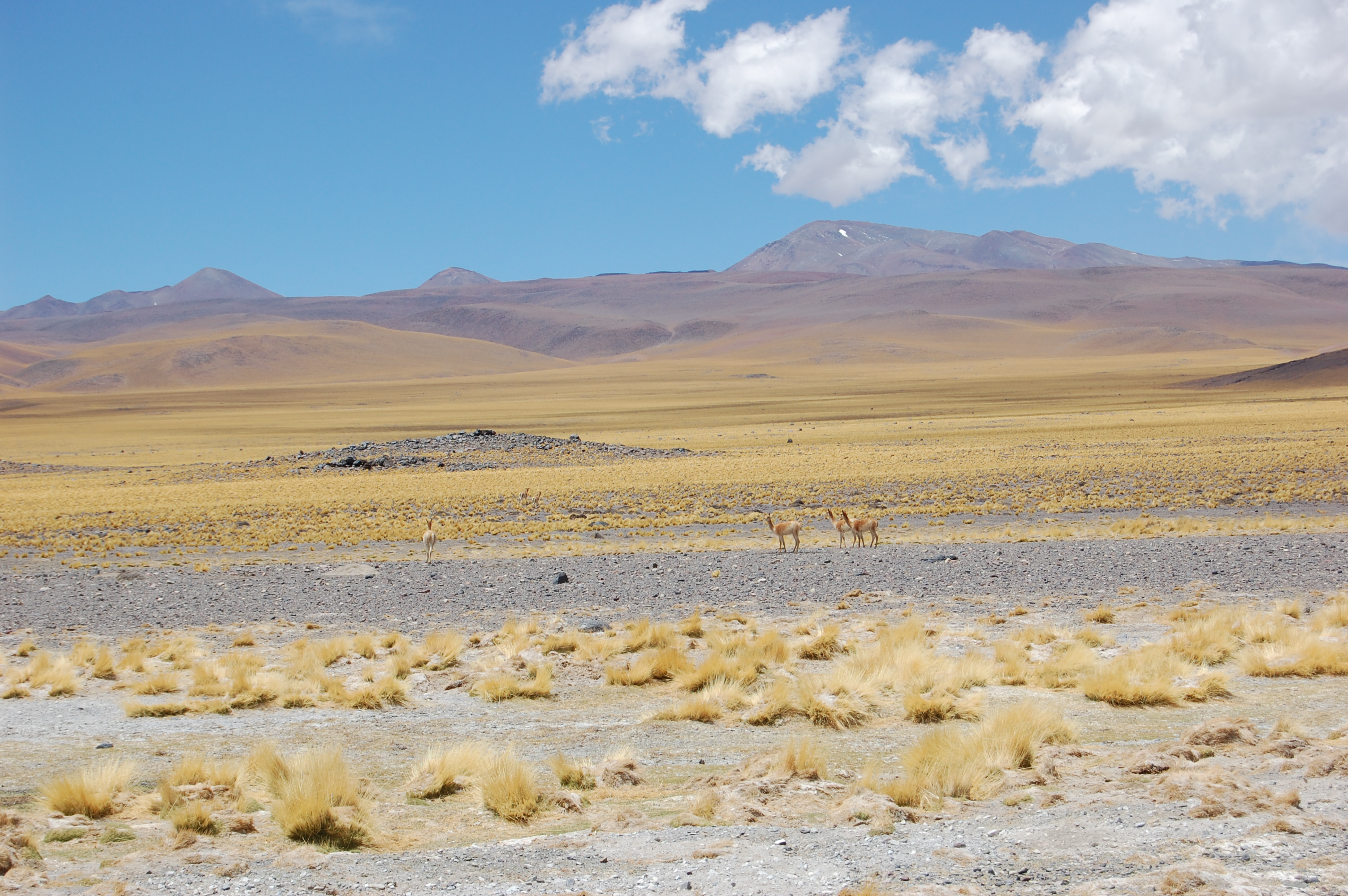
Ruta Nacional 60 de Fiambalá a Paso de San Francisco.

El Bolsón de Fiambalá, conocido también como Valle de Fiambalá, es una depresión del noroeste de Argentina, situada en el centro-suroeste de la provincia de Catamarca, en el sector septentrional de la región de Cuyo. Se ubica en la precordillera andina, limitando al norte con el reborde sur de la meseta de la Puna, al oeste con los cordones de la cordillera frontal de los Andes, y al este con las Sierras Pampeanas.

## Climatología
La altura de la sierra de Fiambalá, al este del valle, es de unos 3.000 m sobre el nivel del mar, altura insuficiente para producir lluvias importantes por condensación de las corrientes de aire del este, que por otro lado han perdido a su llegada casi toda su humedad, después de atravesar el Aconquija, El Ancasti, El Alto y El Ambato.
Por tanto, el valle tiene un clima muy árido, con lluvias que apenas alcanzan los 160 mm anuales y una marcada variabilidad térmica estacional y diurna.
El aspecto típico del paisaje es resultante de su tipo climático, un denominador común del centro de los bolsones, caracterizado por la existencia de vegetación achaparrada muerta y médanos.

## Demografía

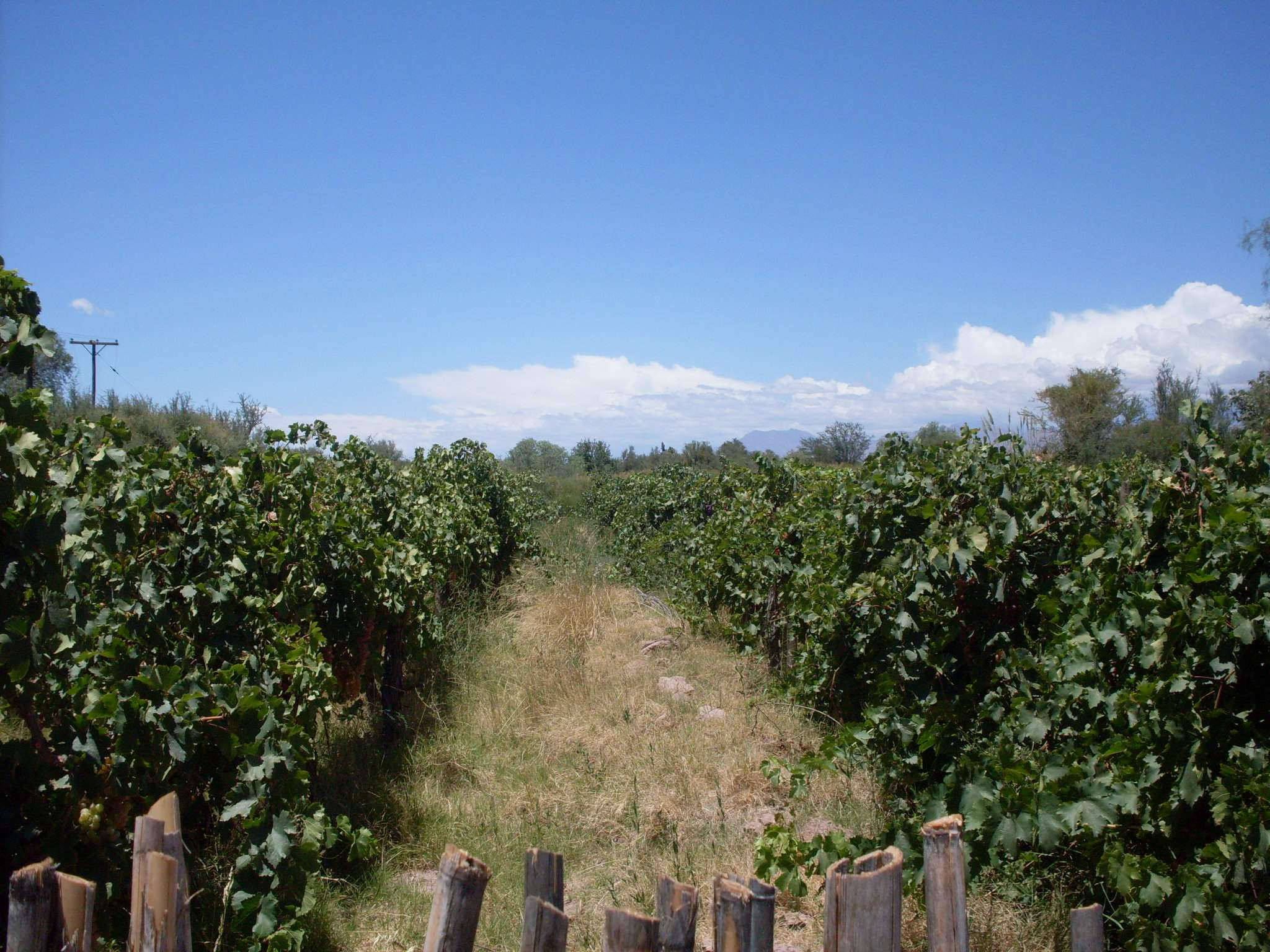
Viñedos en el Bolsón de Fiambalá.

La población de la comarca se ha asentado en torno al curso del río Abaucán, que recorre el valle, especialmente en su sector meridional. El terreno ha sido dividido en fincas, fundamentalmente dedicadas al cultivo de vides, nogales y olivos, así como a la cría extensiva de ganado bovino y caprino.
La minería es otro importante recurso natural del valle, aunque no ha sido muy explotado. Existen yacimientos de magnetita, cobre y otros minerales, especialmente en la sierra de Fiambalá, que corre paralela al este del valle.